# Мальмё Арена
«Ма́льмё Аре́на» (швед. Malmö Arena) — многофункциональная закрытая арена в Хюлльевонге — районе Мальмё, Швеция. Открыта 6 ноября 2008 года. Вмещает около 12 500 зрителей на спортивных мероприятиях и до 15 500 человек во время концертов и других мероприятий. Содержит 72 ложи.

## Название
Рассматривались несколько вариантов названия стадиона: «Malmö Arena», «Hyllie Arena», «Swedbank Stadion». Изначально был выбран третий вариант, но после оформления соглашения с городом Мальмё стадион был переименован.

## Ответственные за строительство
Стадион спроектирован архитекторами компаний «MM Matsson Konsult AB», «Pöyry Architects» и «Wingårdh arkitektkontor». В качестве инженеров-строителей выступила организация «Byggteknik i Skåne».

## Характеристики комплекса
- Ложи: 72 шт.
- Общая площадь: 51 000 м².

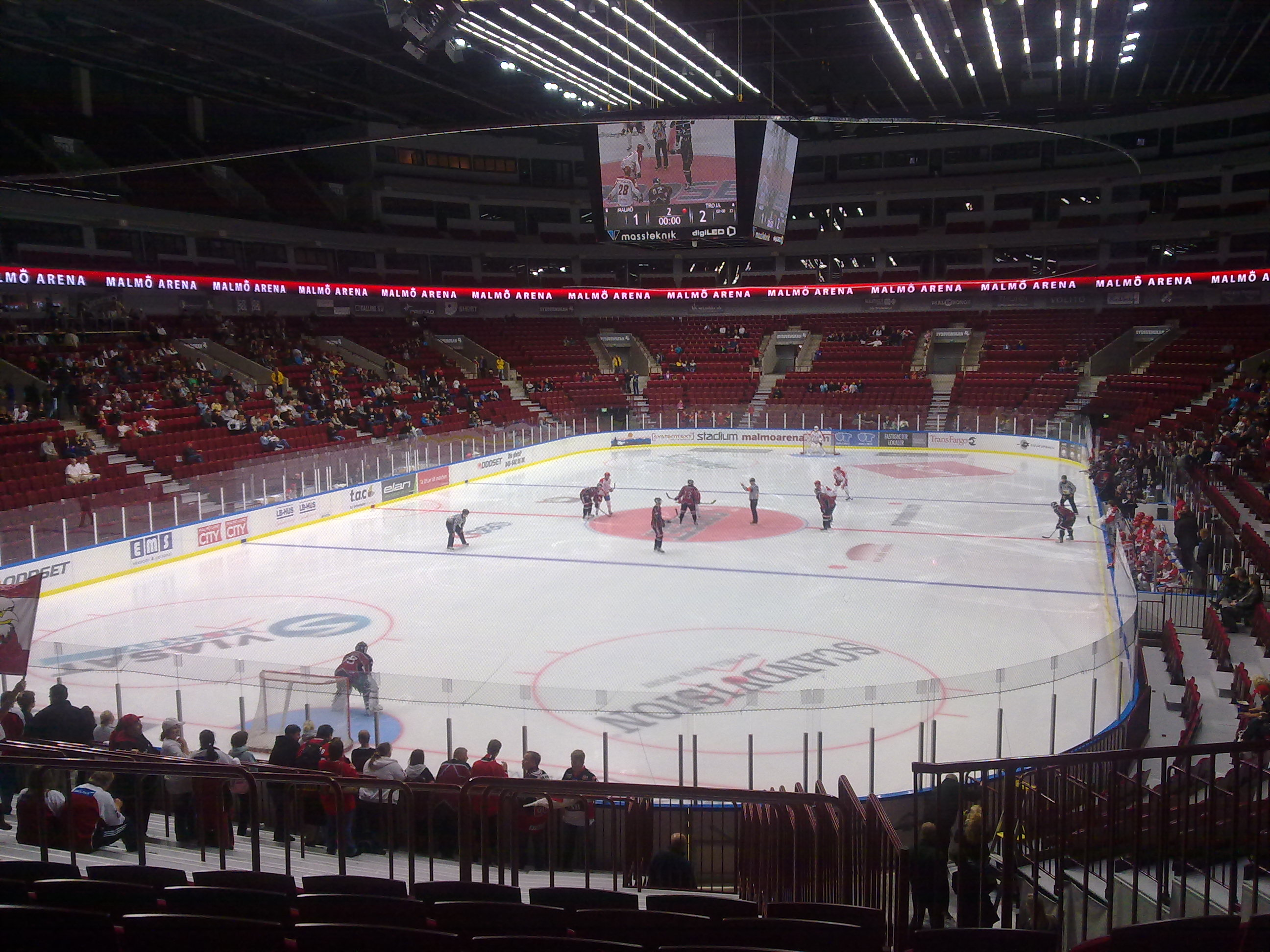
Мальмё Арена

- Ширина внутренних коридоров: 22,5 метра.
- Ресторанная зона: 3250 мест.
- Магазины быстрого питания: 20.
- Туалеты: 370.
- Максимальная площадь арены: 3200 м².
- Приоритетные места: 53 шт. (+ 53 мест для ассистентов).

## События
«Мальмё-Арена» принимает у себя домашние матчи хоккейной команды Мальмё «Redhawks», заменив их бывший домашний стадион, «Malmö Isstadion».
Бритни Спирс выступила на арене 11 октября 2011 в ходе её тура под названием «Femme Fatale» (рус. Роковая женщина).
31 октября 2011 года популярная певица Rihanna в ходе своего тура должна была провести сольный концерт на арене, но мероприятие было отменено всего за несколько часов до концерта из-за проблем со здоровьем.
Полуфиналы Melodifestivalen — национального конкурса песни Швеции, прошли на арене в 2009, 2010, 2011 и 2012 годах.
Кроме того, на арене прошел финал чемпионата мира по гандболу 2011 среди мужчин.
Также свои концерты здесь провели такие исполнители, как Боб Дилан, Ульф Лунделль, Клифф Ричард, Rammstein, Lady Gaga, Judas Priest, In Flames.
С 14 по 18 мая 2013 года на арене прошёл конкурс песни Евровидение 2013.
В январе 2020 года на арене проходили матчи чемпионата Европы по гандболу среди мужчин.
С 7 по 11 мая 2024 года на арене прошёл конкурс песни Евровидение 2024.

## Интересные факты
Своё название стадион разделяет с местной крупной экономической ассоциацией, которая владеет одноименным интернет-доменом.

## Галерея

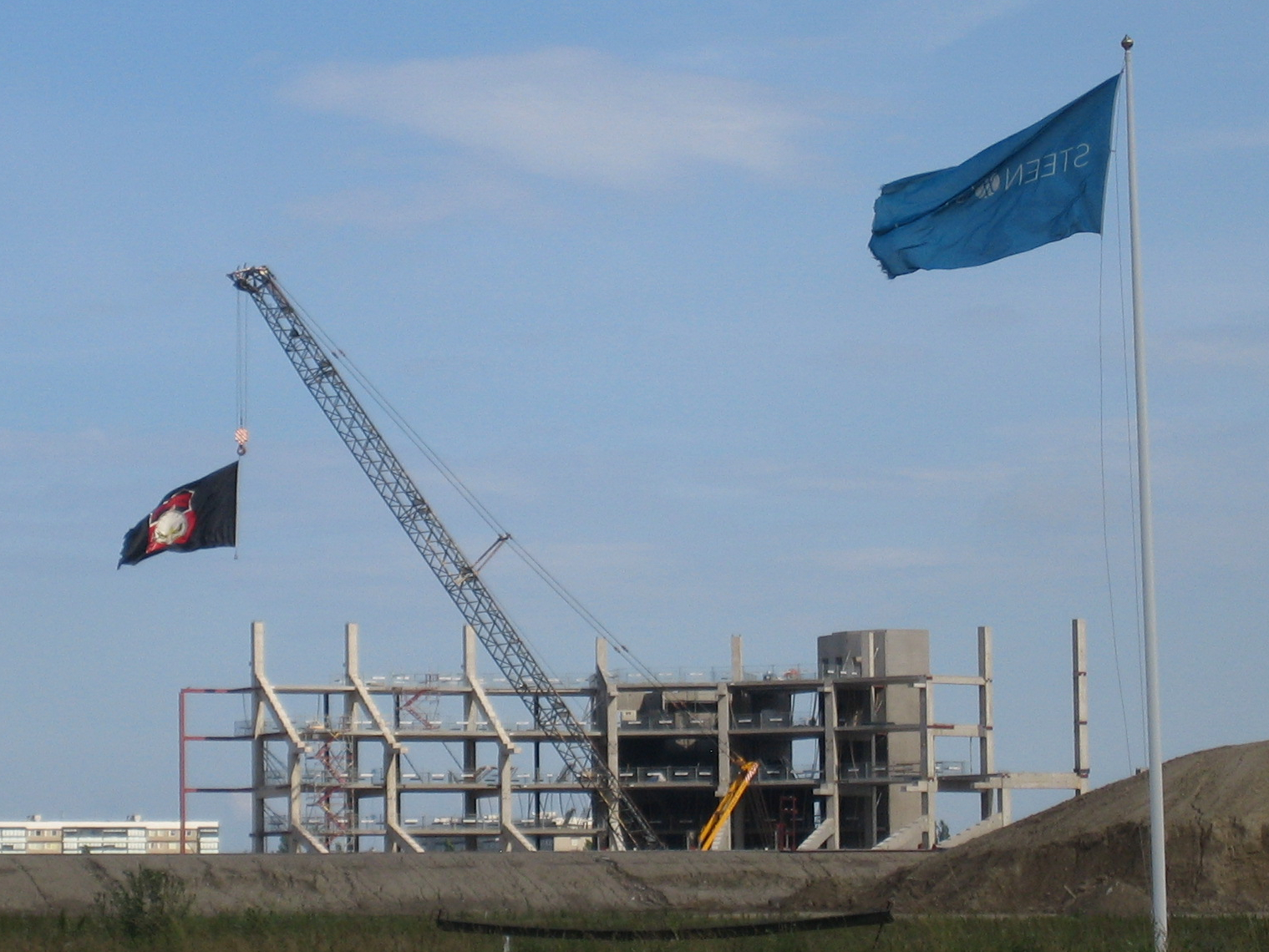
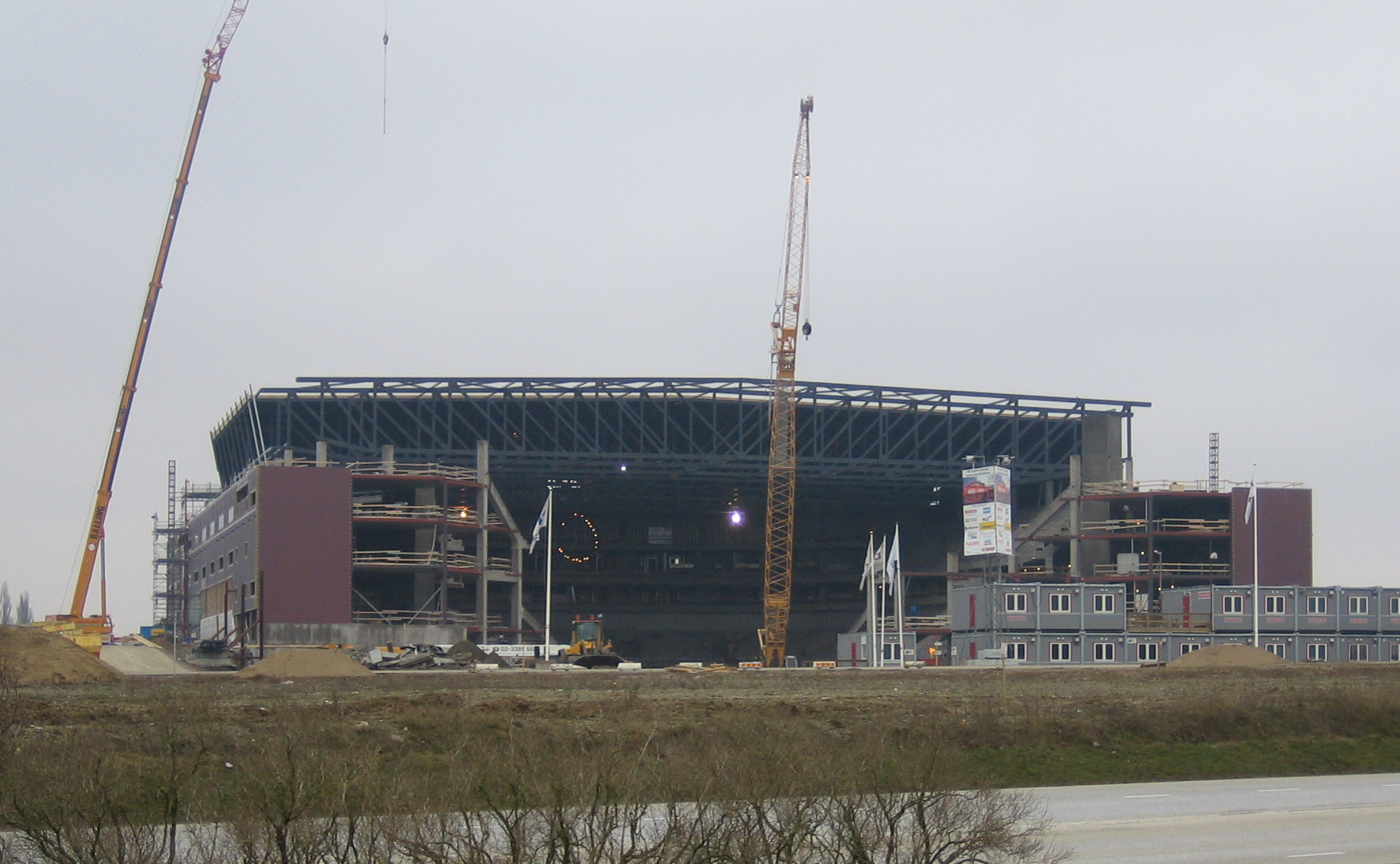
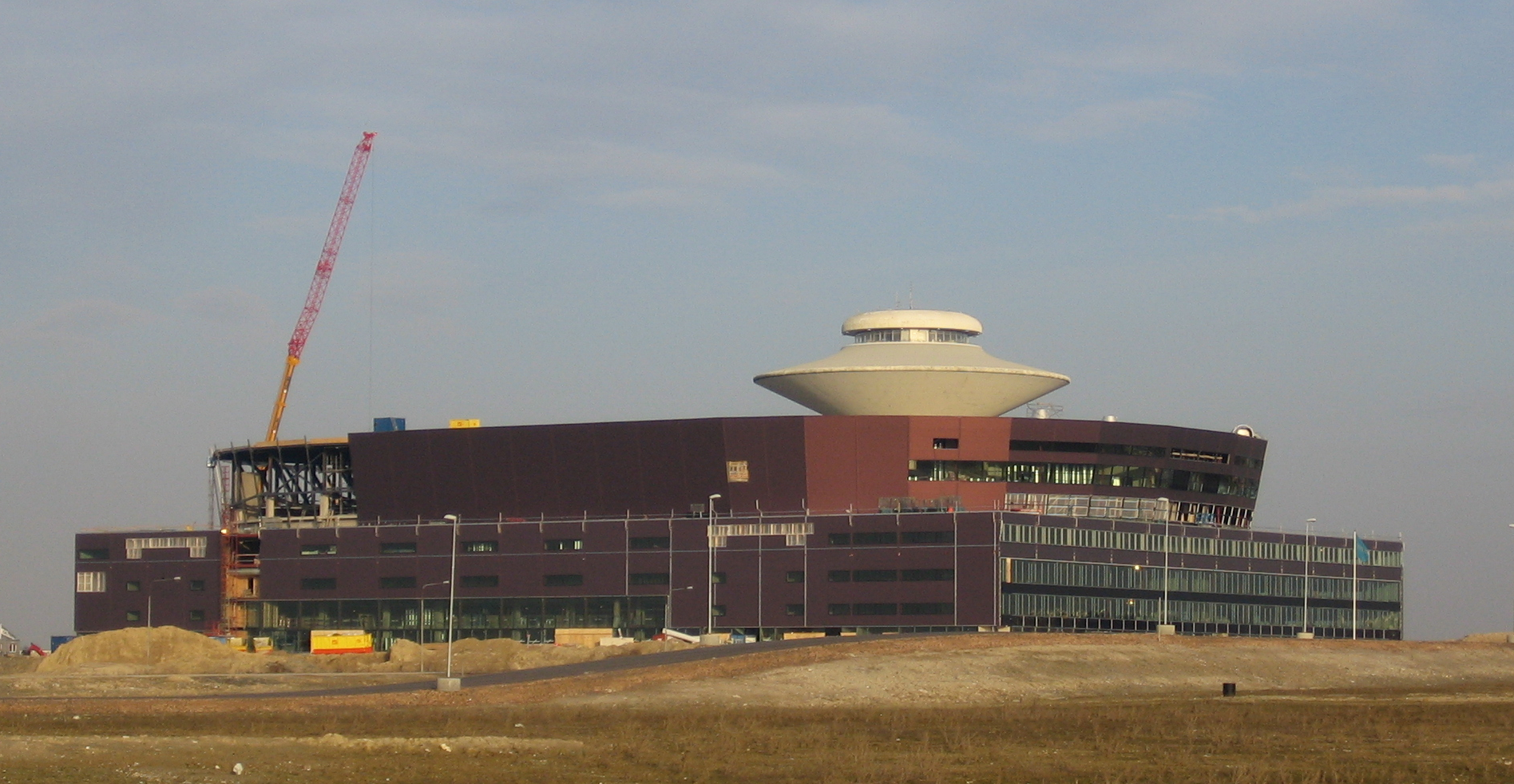

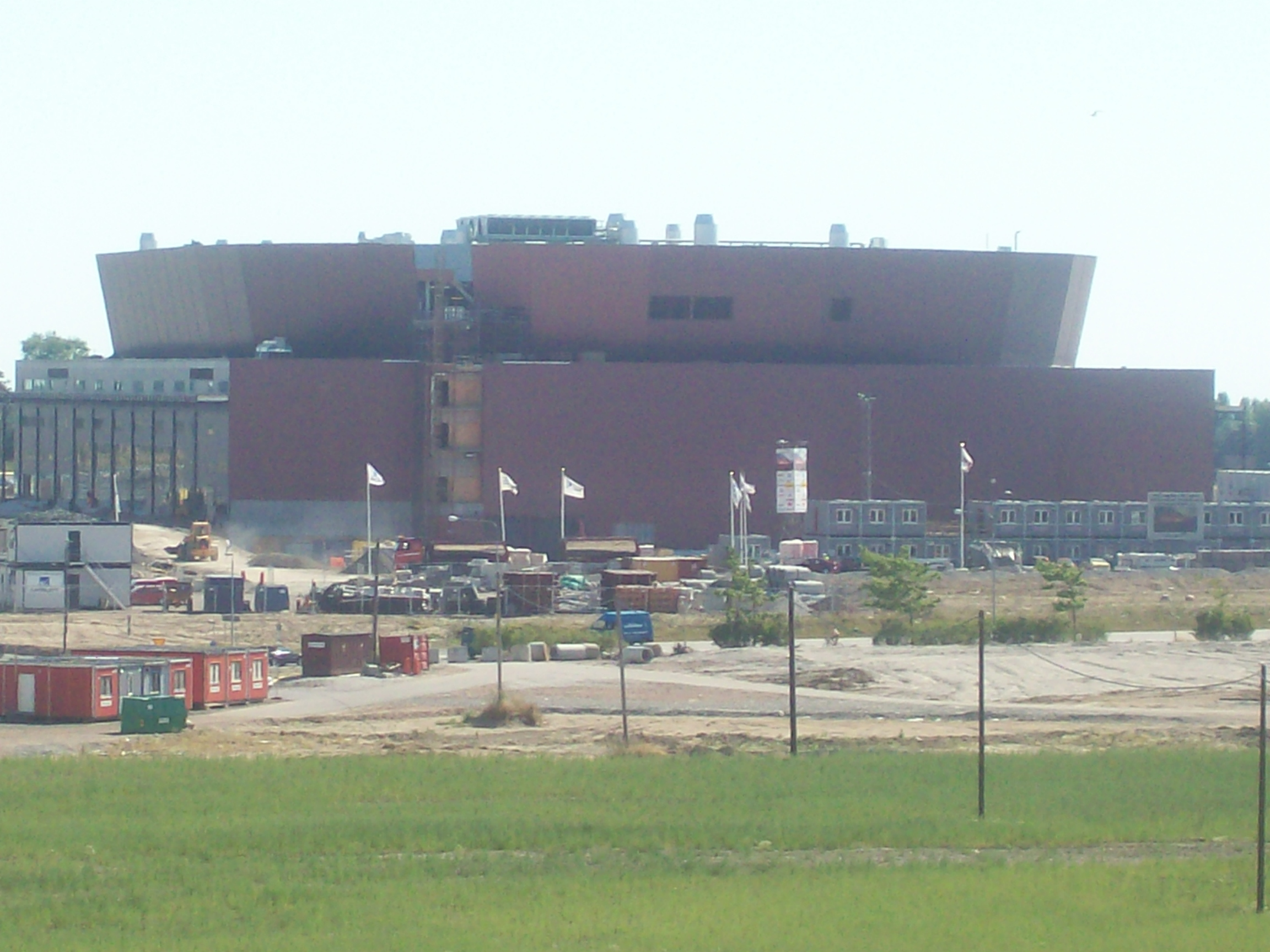
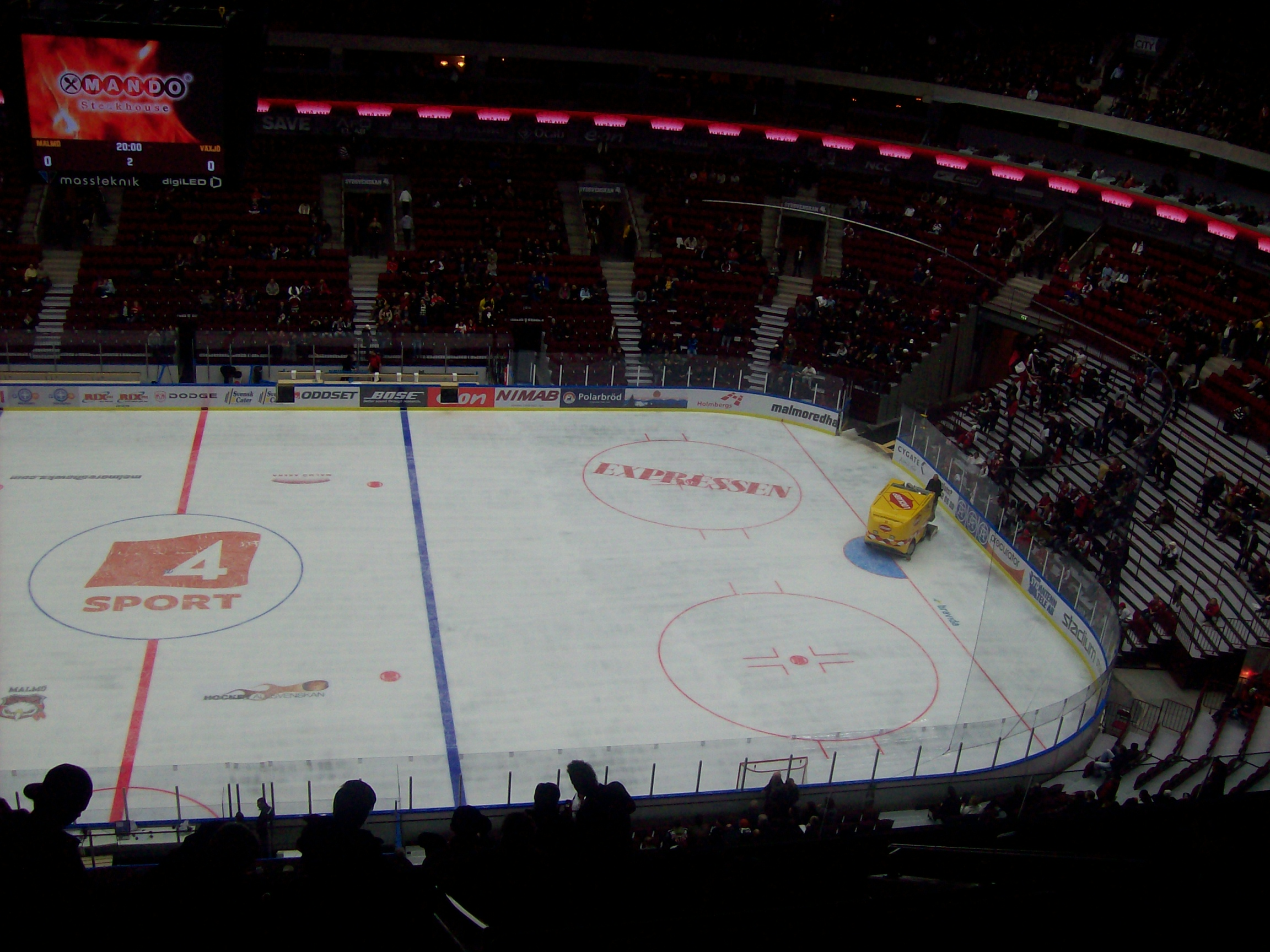